# Репа (род)
Репа (лат. Rapa), — род однолетних или двулетних травянистых растений, семейства Капустные (Brassicaceae) или Крестоцветные (Cruciferae).

## Ботаническое описание[1]
Однолетнее или двулетнее растение с высокими, сильно облиственными стеблями.
В первый год образует розетку прикорневых листьев и утолщенный съедобный корень. На второй (при неблагоприятных условиях и однолетние формы, то и на первый) год формирует цветонос.
Корень утолщённый, мясистый.
Стебель высокий, сильно облиственный.
Прикорневые листья зелёные, лировидно-перисто-надрезанные, жестковолосистые, длинночерешковые. Стеблевые листья сидячие, яйцевидные, зубчатые или цельнокрайные, стеблеобъемлющие, голые или нижние слегка опушённые.
Соцветие в начале цветения щитковидное (цветки выше бутонов), позднее кистевидное. Лепестки золотисто-жёлтые или матово-бледно-жёлтые, ноготок короче отгиба и чашелистиков. Тычинки отклонённые, длинные, прямостоячие. Цветоножка при цветении отклонена под острым углом, 3—8 см длиной.
Стручки прямостоячие, узловатые, короткие; носик удлинённо-конический, с тонким концом, составляет ¼—½ длины створки. Семена красновато-бурые, не совсем правильно шарообразные, с хорошо заметным корешком.
Хромосомное число 2n=20.

## Распространение и экология[1]
В диком состоянии не встречается, родиной считаются два центра — Центральная Азия и Средиземноморье. Как культурное, а также одичавшее растение произрастает по всей Европе, в умеренной и южной Азии.

## История
Это одно из древнейших культурных растений. Репа была введена в культуру около 40 веков назад. Древние египтяне и греки широко возделывали репу, но считали её пищей рабов и беднейших крестьян. В Древнем Риме печёную репу употребляли уже представители всех сословий. Легенда гласит, что известный римский полководец Курий Дентат так любил репу, что всегда сам пёк её в золе. Когда воевавшие с римлянами самниты явились к Курию с предложением мира, он, занятый печением репы, приступил к переговорам, только закончив готовку.
Со временем репа распространилась в Западной Европе. Во Франции XVI столетия репа уже представляла настолько важный продукт, что её неурожай вызывал в некоторых местностях голод. В XVIII веке французский поэт Жак Делиль призывал соотечественников: «Рядом с вашими цветами дайте место расти репе». В Англии репу начали культивировать при Елизавете Тюдор, англичане ели не только корнеплод репы, но и её листья, по вкусу напоминавшие горчицу.
На Руси корнеплод репы с древних времён был важнейшим продуктом питания, о нем существуют упоминания в древних летописях. Одна из стариннейших русских сказок связана с репой — «Посадил дед репку…». Вырывали репу на полях обычно в сентябре, день вырывания именовался репорезом.
До середины XIX века репа была главным овощем рациона питания в России, затем постепенно была вытеснена картофелем.

### Таксономия[3]
Rapa  L., 1753, Sp. Pl. : 667
Род Репа относится к семейству Капустные (Brassicaceae) порядка Капустоцветные (Brassicales). Кладограмма в соответствии с Системой APG IV по состоянию на июнь 2023 года:
|  |                                      |  |                                   |                                   |                     |  | ещё 16 семейств | ещё 16 семейств |              |  |  |  | еще 2 подтвержденных вида |
|  |                                      |  |                                   |                                   |                     |  | ещё 16 семейств | ещё 16 семейств |              |  |  |  | еще 2 подтвержденных вида |
|  |                                      |  |                                   | порядок Капустоцветные            |                     |  |                 |                 | род Репа     |  |  |  |                           |
|  |                                      |  |                                   | порядок Капустоцветные            |                     |  |                 |                 | род Репа     |  |  |  |                           |
|  | отдел Цветковые, или Покрытосеменные |  |                                   |                                   | семейство Капустные |  |                 |                 | Репа         |  |  |  |                           |
|  | отдел Цветковые, или Покрытосеменные |  |                                   |                                   | семейство Капустные |  |                 |                 |              |  |  |  |                           |
|  |                                      |  | ещё 63 порядка цветковых растений | ещё 63 порядка цветковых растений |                     |  |                 | ещё 352 рода    | ещё 352 рода |  |  |  |                           |
|  |                                      |  |                                   | ещё 63 порядка цветковых растений |                     |  |                 |                 | ещё 352 рода |  |  |  |                           |

### Виды
Род включает 2 вида:
- Rapa barbarea  (L.) All. — Сурепка
- Rapa rapistrum (L.) All. — Репник
- Rapa rapa (L.) All. — Репа